# José de Lima Siqueira
José de Lima Siqueira (født 24. juni 1907 i Paraiba - død 22. april 1985 i Rio de Janeiro, Brasilien) var en brasiliansk komponist, pianist, dirigent, musikolog og lærer.
Siqueira studerede som barn trompet og saxofon hos sin fader, men skiftede til klaver og komposition. Han studerede så senere direktion, komposition og klaver på Escola Nationale de Musica i Rio de Janeiro. Siqueira tog til Paris i 1951 og fortsatte sine kompositions studier privat hos bl.a. Olivier Messiaen og Jaques Chailley.
Han har skrevet 5 symfonier, orkesterværker, kammermusik, klaverkoncert, cellokoncert, violinkoncert, balletmusik, symfoniske digtninge, teatermusik, korværker, sange etc.

## Udvalgte værker
- 5 Symfonier
- "Senzala" - ballet
- "Carnaval Carioca" - for orkester
- "Klaverkoncert" - for klaver og orkester